# Biomphalaria choanomphala
Biomphalaria choanomphala е вид коремоного от семейство Planorbidae. Видът не е застрашен от изчезване.

## Разпространение
Разпространен е в Кения, Танзания и Уганда.